# Doryctes succinalis
Doryctes succinalis är en stekelart som beskrevs av Charles Thomas Brues 1933. Doryctes succinalis ingår i släktet Doryctes och familjen bracksteklar. Inga underarter finns listade i Catalogue of Life.